# Burg Wolfsberg
Burg Wolfsberg är en borgruin i Steinekirch i den bayerska staden Zusmarshausen. Den uppfördes på 900-talet. Tornet, det så kallade Bergfried, är från 1100-talet.